# Empusa
La empusa y las empusas (sing.: Ἔμπουσα / Émpousa; pl.: Ἔμπουσαι / Empousai) son criaturas fantásticas del folclore griego antiguo, identificadas a veces con la lamia o la mormo, una especie de coco. Las fuentes principales donde se mencionan a las empusas son Aristófanes y Filóstrato. 
Robert Graves las define así:
«Los inmundos demonios llamados Empusas, hijas de Hécate, tienen ancas de asno y llevan zapatillas de bronce, a menos que, como declaran algunos, tengan una pata de asno y otra pata de latón. Acostumbran asustar a los viajeros, pero se las puede ahuyentar con palabras insultantes, al oír las cuales huyen chillando. Las Empusas se disfrazan de perras, vacas o doncellas hermosas, y en la última forma se acuestan con los hombres por la noche o durante la siesta (efialtes), y les chupan sus fuerzas vitales hasta que mueren».
Según la Suda y Crates de Malos, la empusas son definidas como φάντασμα δαιμονιῶδες («démones fantasmales»), con habilidades para cambiar su forma física. Aristófanes dice que la empusa «toma toda clase de formas. Antes era un buey, hace un momento, un mulo, y ahora es una mujer guapísima». Se dice que tienen una sola pierna o una pierna de asno y por eso se las conocen como Onocole (Ὀνοκώλη) u Onoscelis (Ὀνοσκελίς), esto es, «pata de burro». La etimología popular deriva su nombre de *έμπούς, «un pie».
En la comedia de Aristófanes, Las ranas, una Empusa se aparece ante Dioniso y su esclavo Jantias en su camino al inframundo, aunque puede tratarse de una broma pesada del esclavo para asustar a su amo. Así, Jantias ve (o finge ver) a una empusa transformarse en un toro, una mula, una bella mujer y un perro. El esclavo asegura también que el ser tenía efectivamente una pata de bronce o cobre (χάλκεος) y además otra de estiércol de vaca. Un escoliasta señala que la empusa era un ser enviado por Hécate, o bien se trata de la propia Hécate, según un fragmento de la obra perdida de Aristófanes, Los asadores (Ταγηνισταί), conservado en Véneto.

En la Vida de Apolonio de Tiana, obra de Filóstrato, una empusa toma forma humana para seducir a un joven estudiante de filosofía, Menipo. Por fortuna, Apolonio se ocupa de desenmascararla y ella acaba admitiendo que se dedica a cebar a jóvenes ardientes e ingenuos para, después de practicar la fornicación con ellos, beber su sangre y devorarlos:
«Caminaban efectivamente bajo una luna brillante y se les presentó la aparición de una empusa que se vuelve ya una cosa, ya otra, y que desaparece. Apolonio advirtió lo que era, así que se puso a insultar a la empusa él mismo y encargó a los que iban con él que hicieran lo mismo, pues este es el remedio contra tal irrupción. La aparición se dio a la fuga chillando como los fantasmas».
Ese episodio de la Vida de Apolonio, conocido como La novia de Corinto, ha inspirado a varios autores, como John Keats. Este último le dedicó uno de sus poemas narrativos, Lamia. Algunos críticos también atribuyen erróneamente a este relato la inspiración de La novia de Corinto de Goethe. La historia de ambos relatos tiene importantes diferencias.
«Al insistir Apolonio y no dejarla escapar, reconocio que era una empusa y que cebaba de placeres a Menipo con vistas a devorar su cuerpo, pues acostumbraba a comer cuerpos hermosos y jóvenes porque la sangre de estos era pura. En esta narración, precisamente la mas famosa de las de Apolonio, me he extendido por obligación, pues la mayoría de la gente sabe que tuvo lugar en medio de Grecia, pero tienen idea en general de que venció una vez en Corinto a una lamia, pero lo que hacía y que fue en favor de Menipo, no lo saben aún».
Otros seres afines a las empusas también son narrados por Filóstrato:
«Y para que sepáis lo que quiero decir, la buena novia es una de las empusas, a las que la gente considera lamias o mormolicias. Esas pueden amar, y aman los placeres sexuales, pero sobre todo la carne humana, y seducen con los placeres sexuales a quienes desean devorar».
Las Empusas («entradoras por fuerza») son demonios femeninos ávidamente seductores, concepción probablemente llevada a Grecia desde Palestina, donde se las llamaba Lilim («hijas de Lilith») y se creía que tenían ancas de asno, pues el asno simbolizaba la lascivia y la crueldad. Lilith («búho») era una Hécate cananea, y los judíos hacían amuletos para protegerse con ella en una época tan posterior como la Edad Media. Hécate, la verdadera gobernante del Tártaro, llevaba una sandalia de bronce —la sandalia de oro era de Afrodita— y sus hijas, las Empusas, seguían su ejemplo. Podían transformarse en doncellas hermosas o vacas, así como en perras, porque la perra Hécate, miembro de la tríada de la Luna, era la misma diosa que Afrodita, o la Hera de ojos de vaca.
El cineasta F. W. Murnau hace un guiño a los conocedores del mito en su película Nosferatu, eine Symphonie des Grauens: el velero que trae al conde Orlok a Alemania se llama Empusa.
Este término ha sido utilizado en el lenguaje científico para nombrar un género de mantis, el empusa (de la familia de los empúsidos) insectos cuyas características han inspirado su asociación con este ser mitológico. 